# Norstedts uppslagsbok
Norstedts uppslagsbok – literalmente Enciclopédia Norstedt – é uma enciclopédia generalista sueca em 1 volume, publicada entre 1927 e 2007, pela editora Norstedts.
Contém mais de 65 000 verbetes e 2 500 imagens, em 1 475 páginas.